# JR貨物UT4C形コンテナ

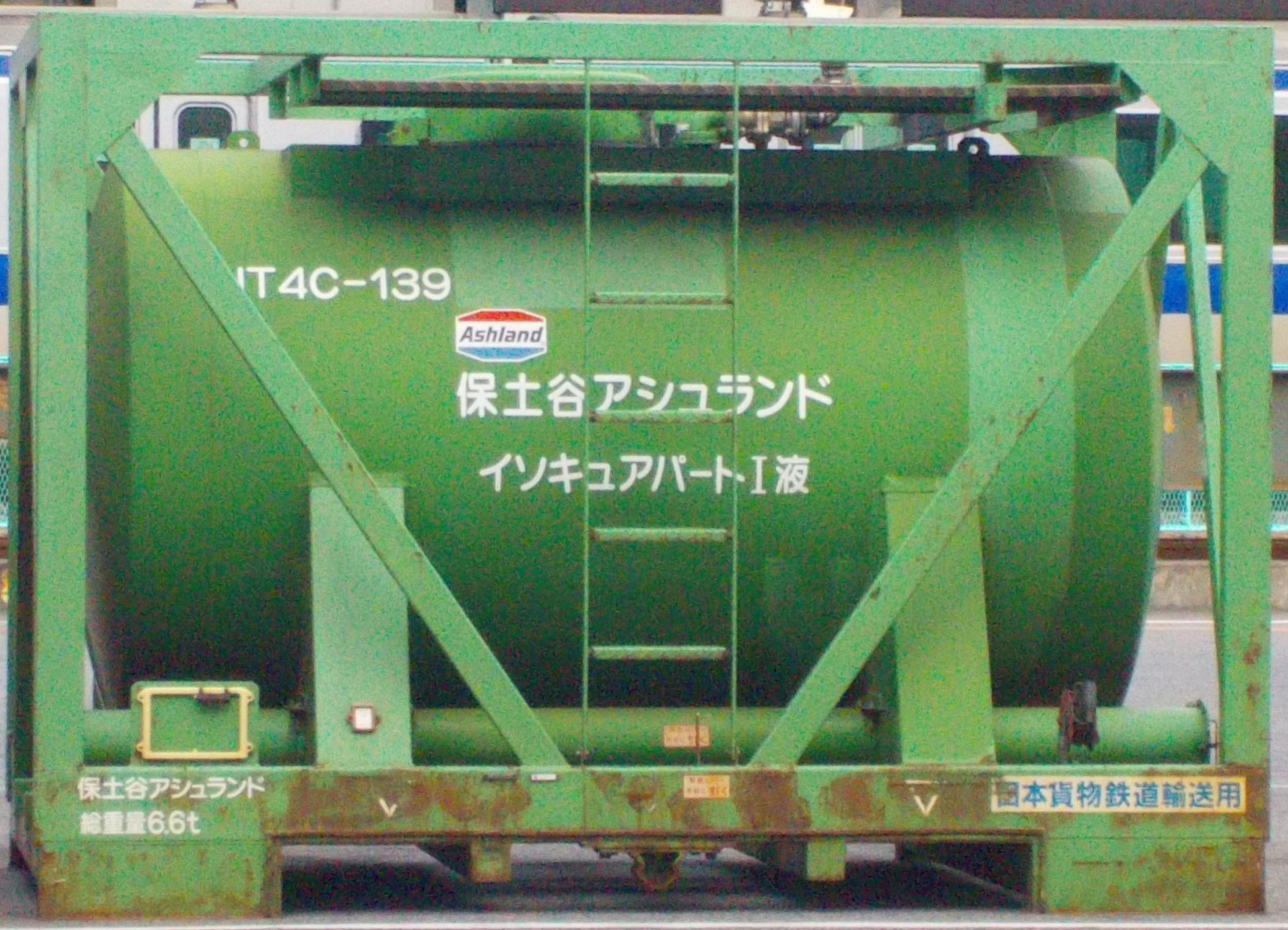
UT4C-139（2024年7月20日撮影）

UT4C形コンテナ（UT4Cがたコンテナ）とは、日本貨物鉄道（JR貨物）輸送用として籍を編入している12ft私有コンテナ（タンクコンテナ）である。
形式の数字部位 「 4 」は、コンテナの容積を元に決定される。このコンテナ容積4㎥の算出は、厳密には端数四捨五入計算の為に、内容積3.5 - 4.4㎥の間に属するコンテナが対象となる。また形式末尾のアルファベット一桁部位 「 C 」は、コンテナの使用用途（主たる目的）が 「 危険品の輸送 」を表す記号として付与されている。

## 番台毎の概要【番号系列】
1, 2
日本石油輸送所有（新日本石油借受）。潤滑油専用。
3
川口化学工業所有。ゴム劣化防止剤専用。
4
日本石油輸送所有。PPG専用
5
日本石油輸送所有。潤滑油専用。
6
日本石油輸送所有。メラミン樹脂専用。
7 - 19
大分ケミカル所有。アクロレイン酸専用。
※ 保護枠付き四角形外観。 空積時のみ2段積可能。
20
日陸所有（三井東圧化学借受）。MDI専用。
↓
日陸所有（タイホー工業借受）。タイトニックVR-100専用。
※ 保護枠付き四角形外観。 2段積可能。
21 - 23
日陸所有（三井東圧化学借受）。MDI専用。
↓
日陸所有（三井化学借受）。MDI専用。
※ 保護枠付き四角形外観。 2段積可能。
24
日陸所有（三井東圧化学借受）。ニトロベンゼン専用。
↓
日陸所有（三井化学借受）。ニトロベンゼン専用。
※ 保護枠付き四角形外観。 2段積可能。
25 - 28
日陸所有（モートン・チオコール借受）。SBHカセイソーダ専用。
29, 30
東洋インキ製造所有。印刷用インキ専用。
※ 保護枠付き四角形外観。 2段積可能。
31, 32
日本石油輸送所有（三菱石油借受）。潤滑油専用。
↓
日本石油輸送所有（新日本石油借受）。潤滑油専用。
33
日本石油輸送所有。メラミン樹脂専用。
34
日本石油輸送所有（日本石油借受）。潤滑油専用。
↓
日本石油輸送所有（新日本石油借受）。潤滑油専用。
35
日本石油輸送所有。PPG専用。
36
日本石油輸送所有（日本石油借受）。潤滑油専用。
↓
日本石油輸送所有（新日本石油借受）。潤滑油専用。
37
東洋インキ製造所有。合成樹脂塗料専用。
※ 保護枠付き四角形外観。2段積可能。
38
住友化学所有。ガソリン添加剤（メタクレゾール）専用。
39
日本石油輸送所有（日本化学工業借受）。PAP専用。
※ 保護枠付き四角形外観。 2段積可能。
40, 41
東洋インキ製造所有。新聞インキ用ワニス専用。
※ 保護枠付き四角形外観。 2段積可能。
42
東洋インキ製造所有。印刷用インキ専用。
※ 保護枠付き四角形外観。 2段積可能。
43
日陸所有。呉羽化学借受→塩化ベンジル専用。
※ 保護枠付き四角形外観。 2段積可能。
44
日陸所有。保土谷化学工業借受→塩化ベンジル専用。
※ 保護枠付き四角形外観。 2段積可能。
45 - 47
日立化成工業所有。不飽和ポリエステル専用。
※ 保護枠付き四角形外観。 2段積可能。
48 - 52
日本石油輸送所有（日立化成工業借受）。不飽和ポリエステル専用。
※ 保護枠付き四角形外観。 2段積可能。
53, 54
東洋インキ製造所有。印刷用インキ専用。
※ 保護枠付き四角形外観。 2段積可能。
55
日本石油輸送所有。MDI専用。
※ 保護枠付き四角形外観。 2段積可能。
56, 57
ダイキン工業所有。 液化フロン142ｂ専用。
58 - 70
三井東圧化学所有（安全運輸借受）。TDI専用。
↓
三井化学所有（安全運輸借受）。TDI専用。
※ 保護枠付き四角形外観。 2段積可能。
71
三井東圧化学所有（安全運輸借受）。ポリエーテルポリオール専用。
↓
三井化学所有（安全運輸借受）。ポリエーテルポリオール専用。
※ 保護枠付き四角形外観。 2段積可能。
72, 73
日本石油輸送所有（日本石油借受）。潤滑油専用。
↓
日本石油輸送所有（新日本石油借受）。潤滑油専用。
74 - 77
日本石油輸送所有（日立化成工業借受）不飽和ポリエステル専用。
※ 保護枠付き四角形外観。 2段積可能。
78
花王所有。フラン樹脂専用。
79
日本石油輸送所有（日本石油借受）。:灯油専用。
↓
日本石油輸送所有（新日本石油借受）。:灯油専用。
80
川口化学工業所有。スチレン化フェノール専用。
81 - 85
花王所有。フラン樹脂専用。
86, 87
ダイキン工業所有。液化フロン142ｂ専用。
88, 89
日本石油輸送所有。変性HDI専用。
※ 保護枠付き四角形外観。 空積時のみ2段積可能。
90
日本石油輸送所有（日本石油借受）。ソルベントA専用。
↓
日本石油輸送所有（新日本石油借受）。ソルベントA専用。
91
日本石油輸送所有（日本石油借受）。潤滑油専用。
↓
日本石油輸送所有（新日本石油借受）。潤滑油専用。
92, 93
日立化成工業所有。不飽和ポリエステル専用。
※ 保護枠付き四角形外観。 2段積可能。
94, 95
東洋インキ製造所有。印刷用インキ専用。
※ 保護枠付き四角形外観。 2段積可能。
96 - 100
日陸所有。オルソジクロルベンゼン専用。
※ 保護枠付き四角形外観。 2段積可能。
101 - 119
大分ケミカル所有。アクロレイン酸専用。
※ 保護枠付き四角形外観。 空積時のみ2段積可能。
120
日進運輸所有。MDI専用。
↓
住友化学物流所有。MDI専用。
↓
住化物流西日本所有。MDI専用。
121
日進運輸所有。MDI専用。
122 - 125
保土谷化学所有。亜塩素酸ソーダ液専用。
126 - 128
日立化成工業所有。不飽和ポリエステル専用。
※ 保護枠付き四角形外観。2段積可能。
129, 130
ツルミソーダ所有。塩酸専用。
131, 132
ダイキン工業所有。フッ化水素酸専用。
※ 保護枠付き四角形外観。2段積可能。
133
東洋インキ製造所有。印刷用インキ専用。
※ 保護枠付き四角形外観。2段積可能。
134
住友化学所有。ガソリン用添加剤専用。
135
日本石油輸送所有（住友化学借受）。アンチゲン6C専用。
※ 保護枠付き四角形外観。2段積可能。
136 - 138
日陸所有。日本ポリウレタン借受→MDI専用。
※ 保護枠付き四角形外観。2段積可能。
139, 140
保土谷アシュランド所有。イソキュアパートⅠ液専用。
※ 保護枠付き四角形外観。2段積可能。
141, 142
精工化学所有。4アルキルアミノジェフェニルアミン専用。
143, 144
ダイセル所有。PLACCEL専用。
※ 保護枠付き四角形外観。2段積可能。
145, 146
保土谷化学所有。亜塩素酸ソーダ液専用。
147
日陸所有。森田化学工業借受。フッ化水素酸専用。
※ 保護枠付き四角形外観。2段積可能。

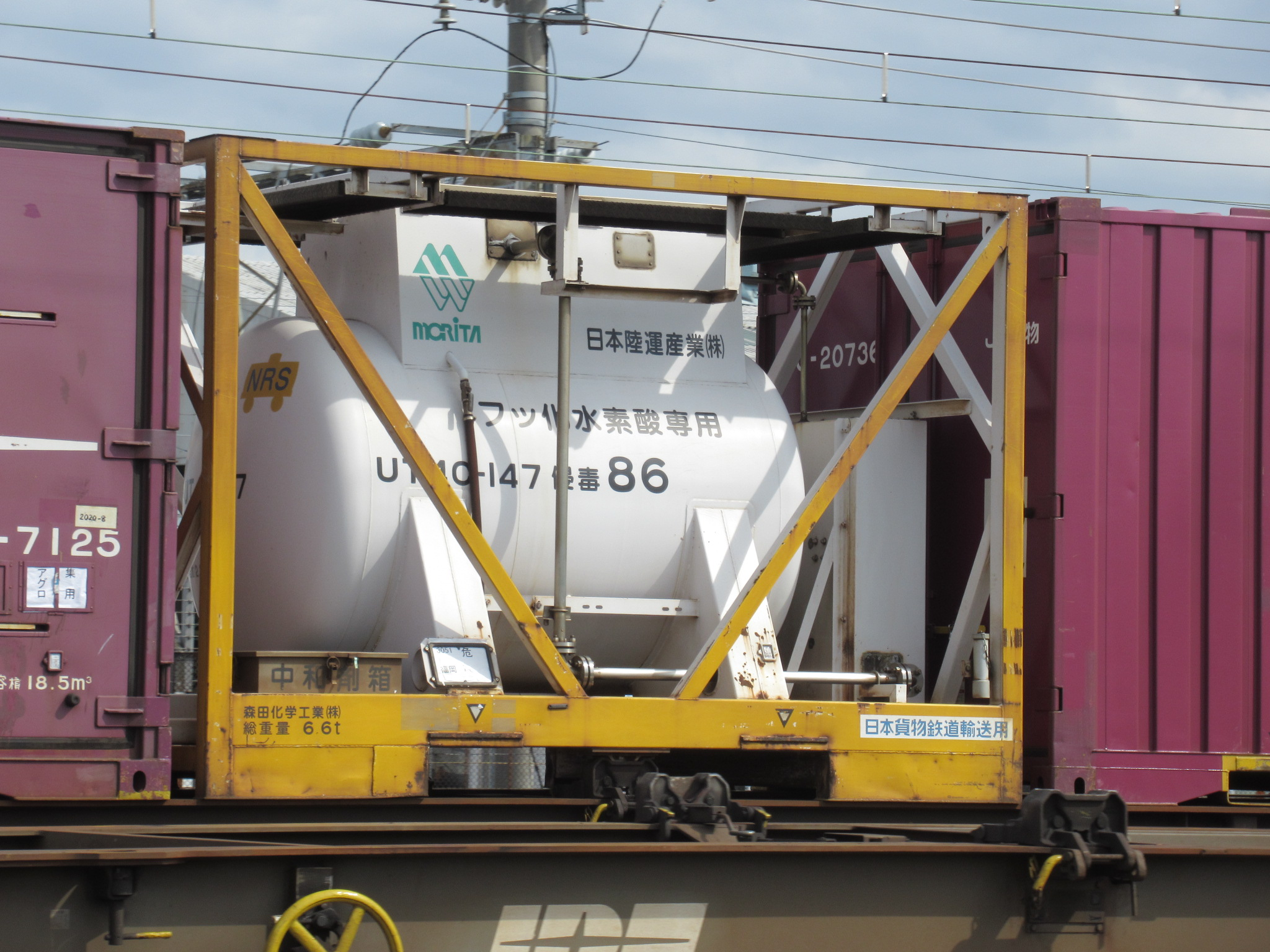
UT4C-147 日陸所有、森田化学工業借受。

148, 149
日本石油輸送所有。フェノールホルマリン専用。
※ 148番のみ保護枠付き四角形外観。2段積可能。
150
東洋インキ製造所有。印刷用インキ専用。
※ 保護枠付き四角形外観。2段積可能。
151
ダイキン工業所有。フッ化水素酸専用。
※ 保護枠付き四角形外観。2段積可能。
152
川口化学工業所有。スチレン化フェノール専用。
153, 154
東洋インキ製造所有。印刷用インキ専用。
※ 保護枠付き四角形外観。2段積可能。
155
ダイキン工業所有。フッ化水素酸専用。
※ 保護枠付き四角形外観。2段積可能。
156
大内新興化学工業所有。ブチルオクチル化フェノール専用。
157, 158
森田化学工業所有。フッ化水素酸専用。
※ 保護枠付き四角形外観。2段積可能。

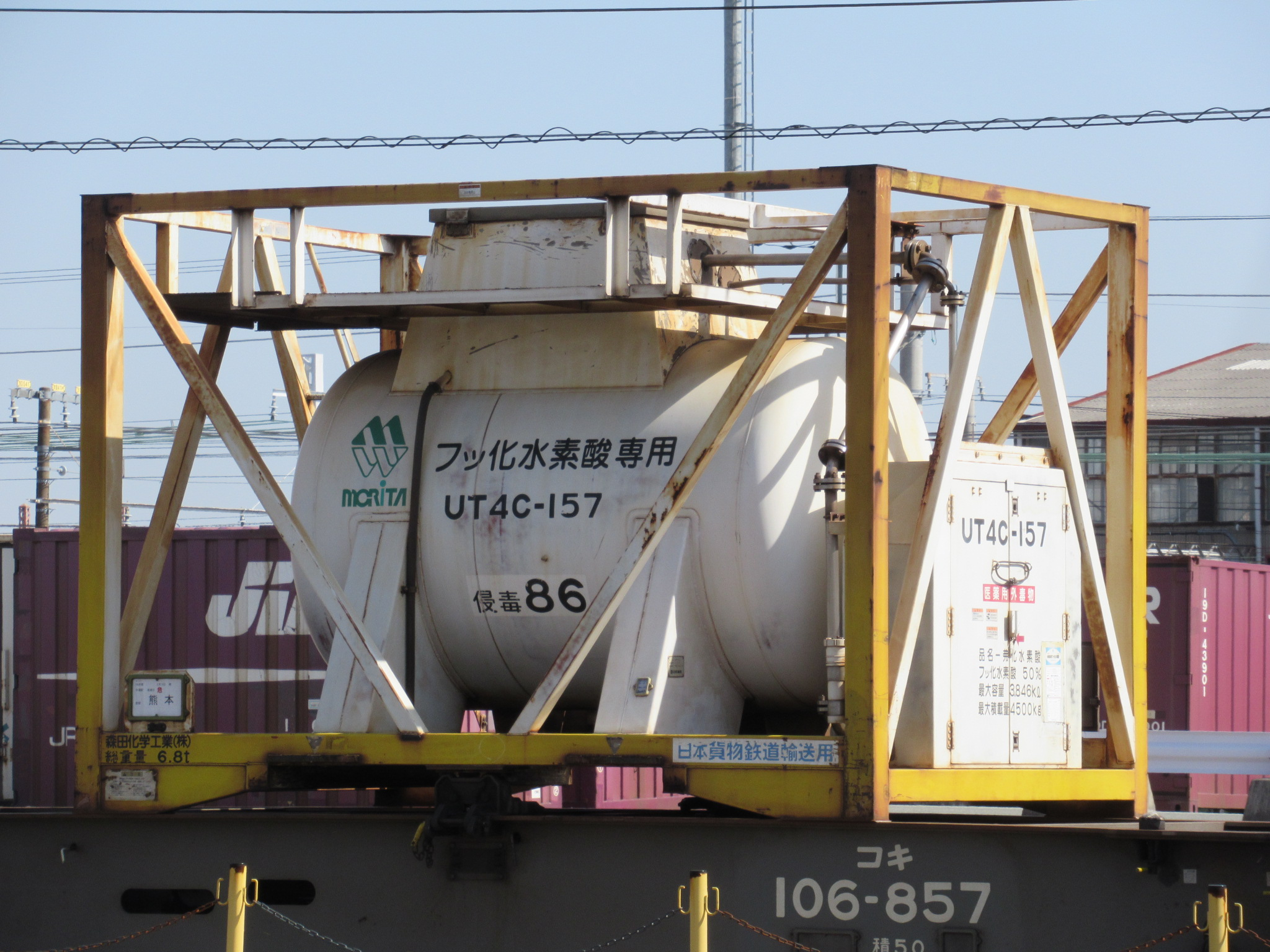
UT4C-157 森田化学工業所有。

159
日本石油輸送所有。硫酸ヒドロキシルアミン水溶液専用。
※ 保護枠付き四角形外観。空積時のみ2段積可能。
160
ダイキン工業所有。フッ化水素酸専用。
※ 保護枠付き四角形外観。2段積可能。
161 - 164
信越化学工業所有。トリメチルクロロシラン専用。
※ 保護枠付き四角形外観。空積時のみ2段積可能。

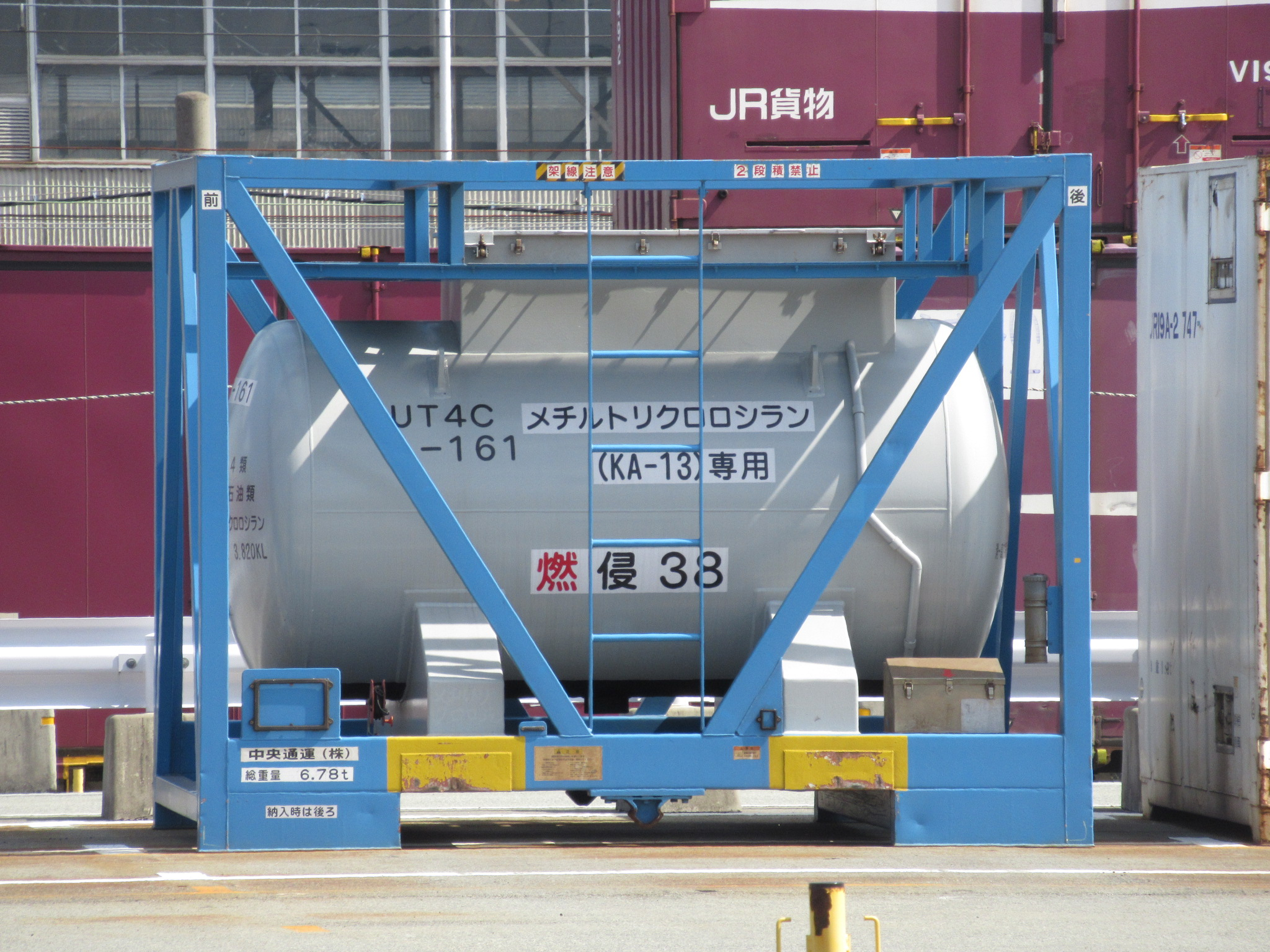
UT4C-161 信越化学工業所有。

## 番台毎の概要【社名単位】
日本石油輸送所有（新日本石油借受）
潤滑油専用（1, 2, 31, 32, 34, 36, 72, 73, 91）
灯油専用（79）
ソルベントA専用（90）
フェノールホルマリン専用（148, 149）
日本石油輸送所有
PPG専用（4, 35）
潤滑油専用（5）
メラミン樹脂専用（6, 33）
MDI専用（55）
変性HDI専用（88, 89）
硫酸ヒドロキシルアミン水溶液専用（159）
日本石油輸送所有（日本化学工業借受）。
PAP専用（39）
日本石油輸送所有（日立化成工業借受）
不飽和ポリエステル専用（48 - 52）
川口化学工業所有
ゴム劣化防止剤専用（3）
スチレン化フェノール専用（80, 152）
大分ケミカル所有
アクロレイン酸専用（7 - 19, 101 - 119）
日陸所有（タイホー工業借受）
タイトニックVR-100専用（20）
日陸所有（三井東圧化学借受）
MDI専用（21 - 23）
ニトロベンゼン専用（24）
日陸所有（モートン・チオコール借受）
SBHカセイソーダ専用（25 - 28）
日陸所有（呉羽化学借受）
塩化ベンジル専用（43）
オルソジクロルベンゼン専用（96 - 100）。
日陸所有（保土谷化学工業借受）
塩化ベンジル専用（44）
日陸所有（日本ポリウレタン借受）
MDI専用（136 - 138）。
日陸所有（森田化学工業借受）
フッ化水素酸専用（147）。
東洋インキ製造所有。
印刷用インキ専用（29, 30, 42, 53, 54, 94, 95, 133, 150, 153, 154）
合成樹脂塗料専用（37）
新聞インキ用ワニス専用（40, 41）
住友化学所有
ガソリン添加剤（メタクレゾール）専用（38）
日立化成工業所有
不飽和ポリエステル専用（45 - 47、, 74 - 77, 92, 93, 126 - 128）
ダイキン工業所有。
液化フロン142b専用（56, 57, 86, 87）。
フッ化水素酸専用（131, 132, 151, 155, 160）。
三井化学所有（安全運輸借受）
TDI専用（58 - 70）
三井東圧化学所有（安全運輸借受）
ポリエーテルポリオール専用（71）
花王所有
フラン樹脂専用（78, 81 - 85）
住友化学物流所有
MDI専用（120）
ガソリン用添加剤専用（134）
アンチゲン6C専用（135）
日進運輸所有
MDI専用（121）
保土谷化学所有
亜塩素酸ソーダ液専用（122 - 125, 145, 146）
ツルミソーダ所有
塩酸専用（129, 130）
保土谷アシュランド所有
イソキュアパートⅠ液専用（139, 140）
精工化学所有
4アルキルアミノジェフェニルアミン専用（141, 142）
ダイセル所有
PLACCEL専用（143, 144）
大内新興化学工業所有
ブチルオクチル化フェノール専用（156）
森田化学工業所有
フッ化水素酸専用（157, 158）
信越化学工業所有
トリメチルクロロシラン専用（161 - 164）